# 訃報 2006年12月
訃報 2006年12月（ふほう 2006ねん12がつ）では、2006年12月中に物故した、又は物故が報じられた人物についてまとめる。

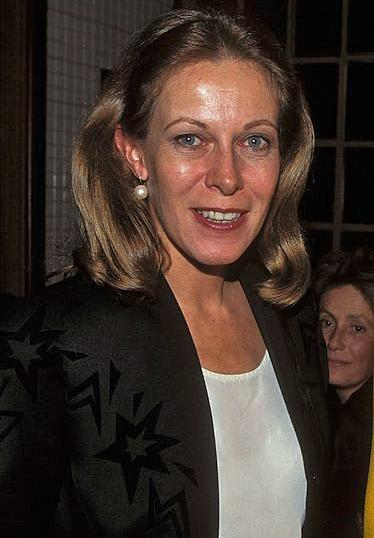
クロード・ジャド／12月1日没

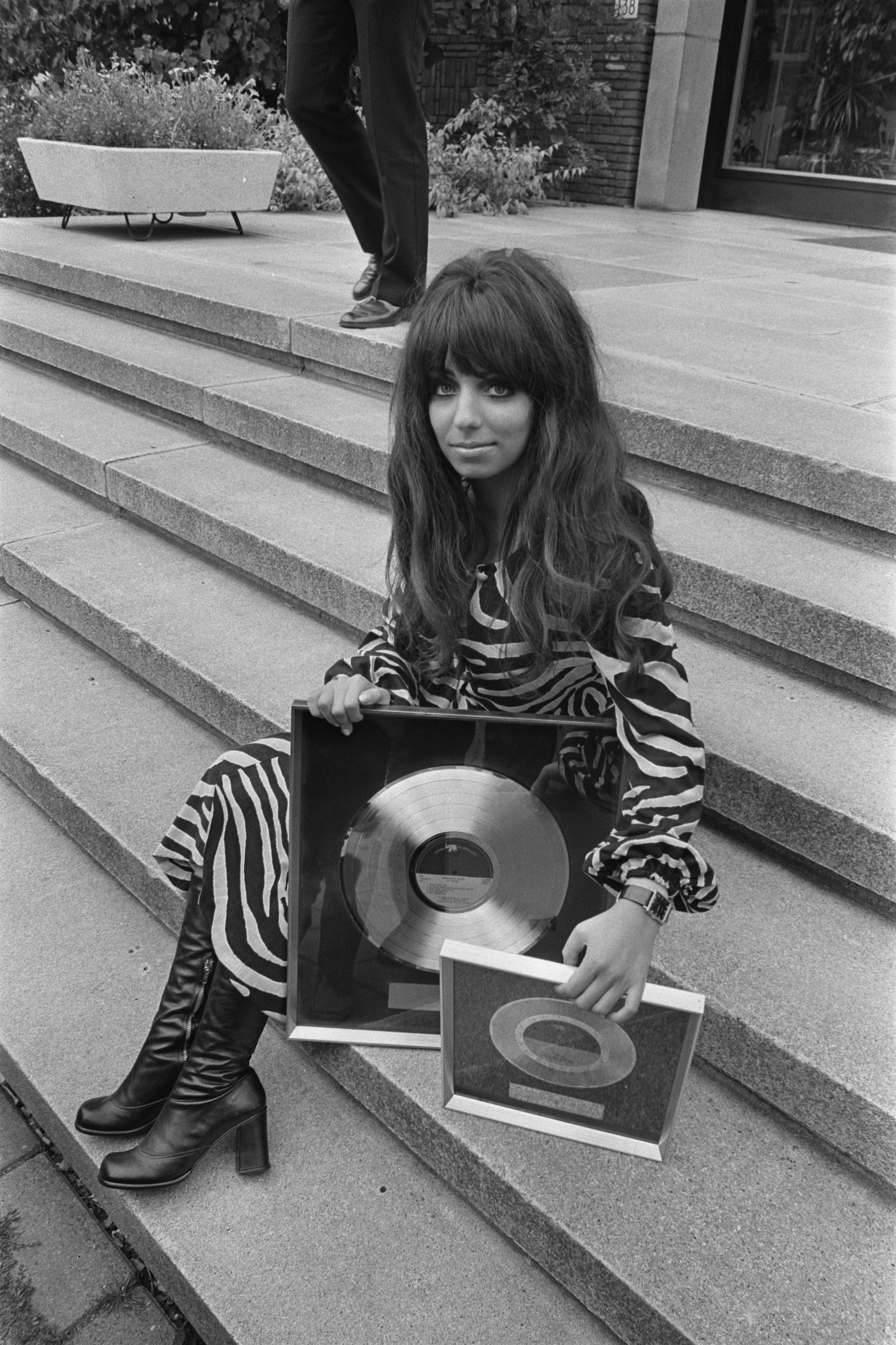
マリスカ・ヴェレス／12月2日没

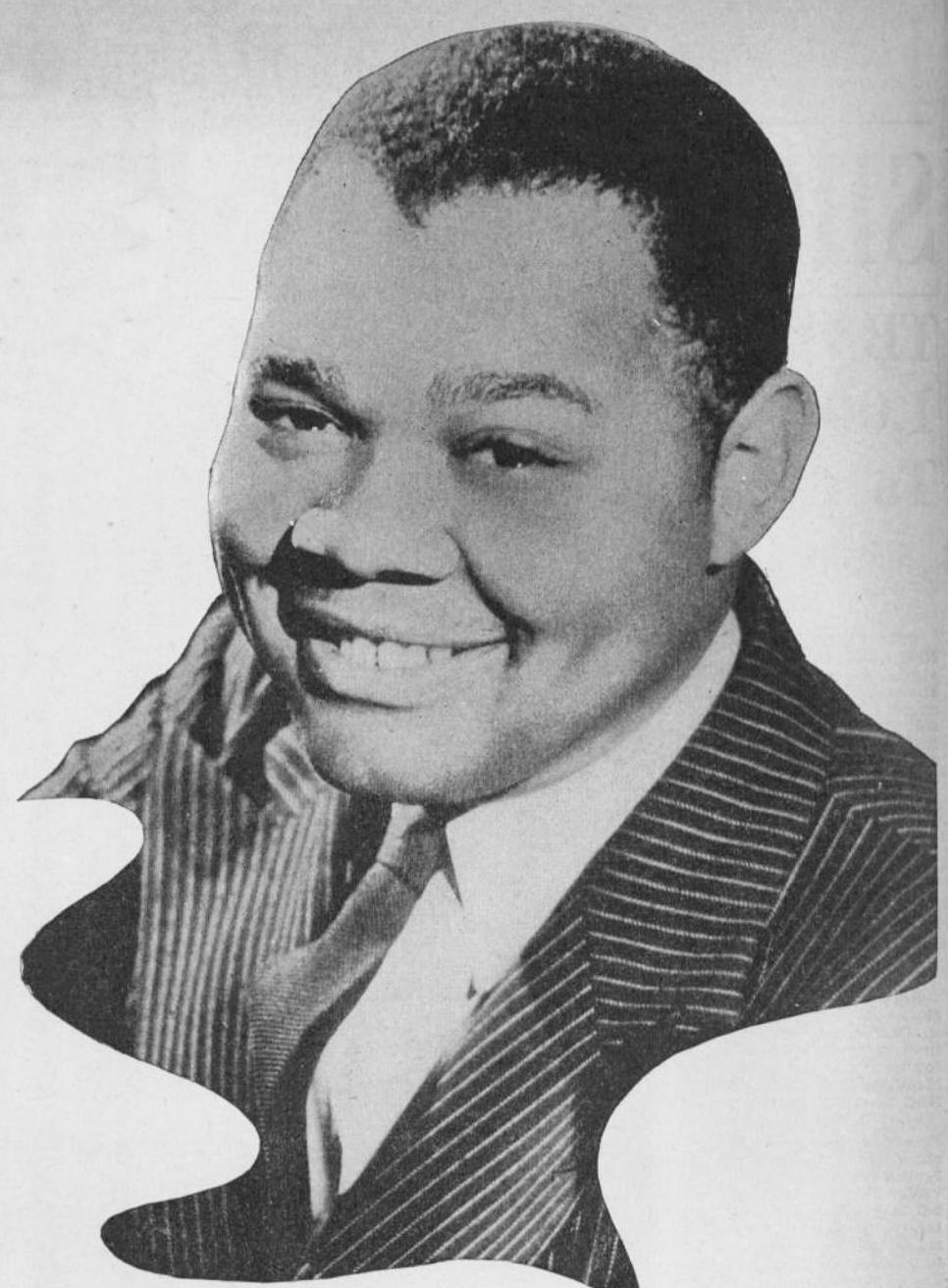
ジェイ・マクシャン／12月7日没

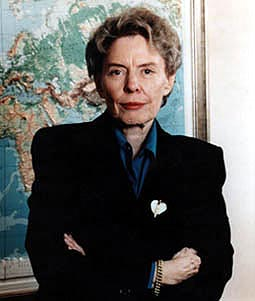
ジーン・カークパトリック／12月7日没

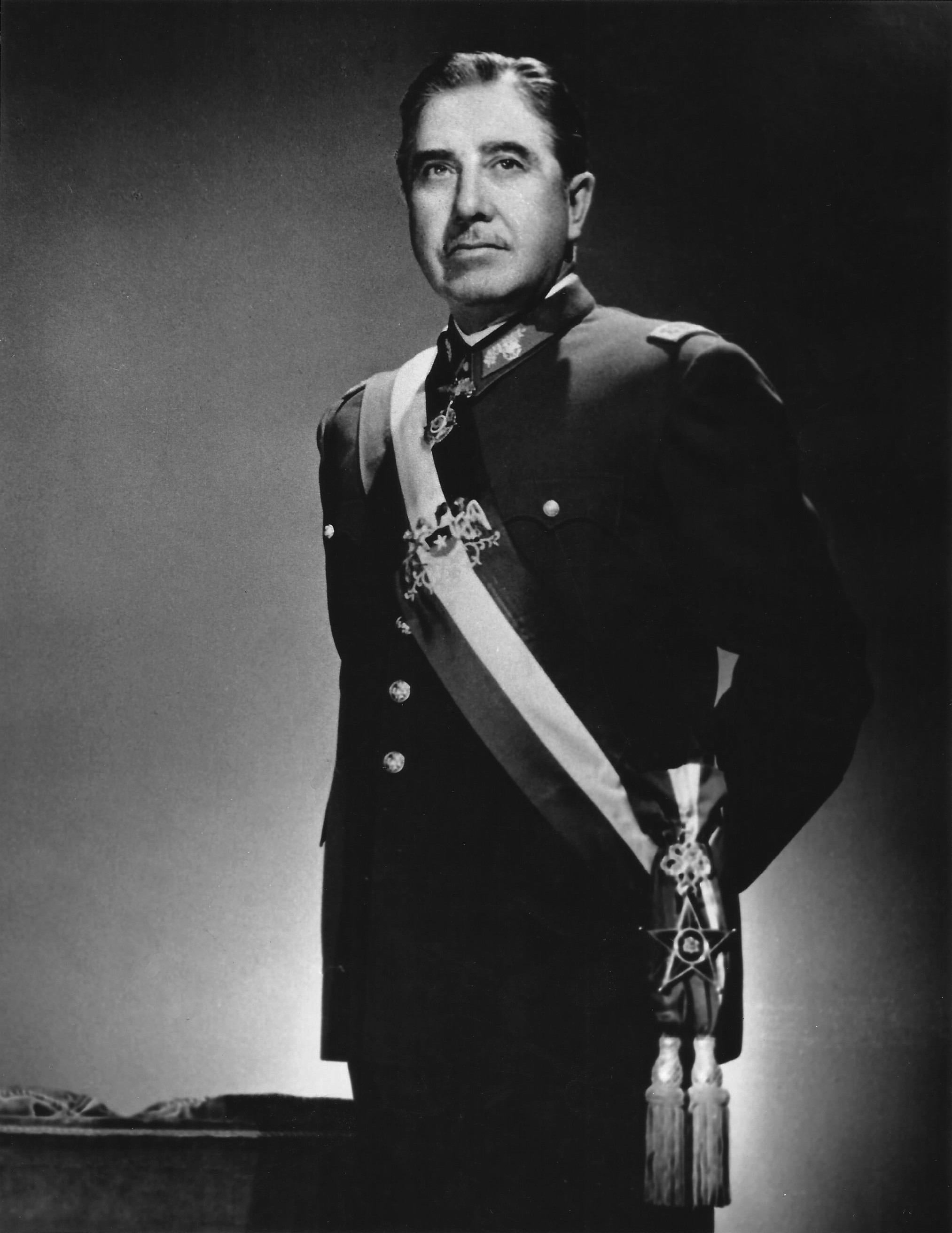
アウグスト・ピノチェト／12月10日没

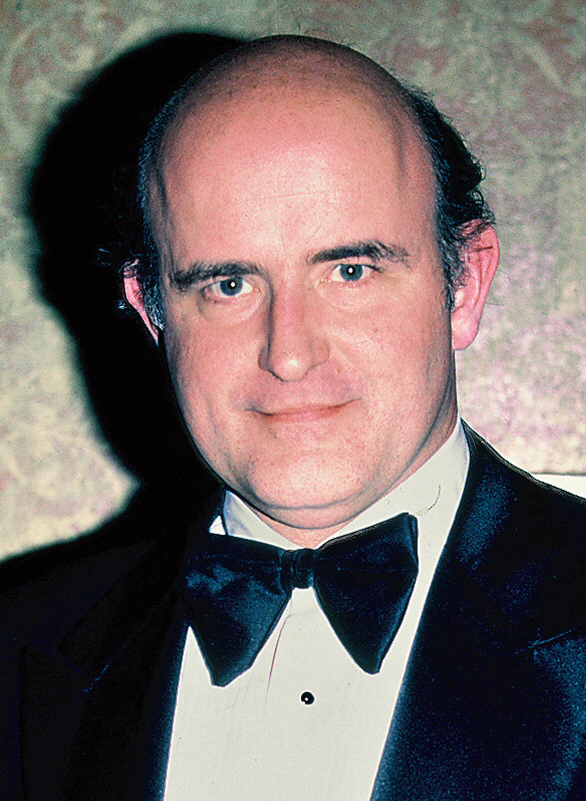
ピーター・ボイル／12月12日没

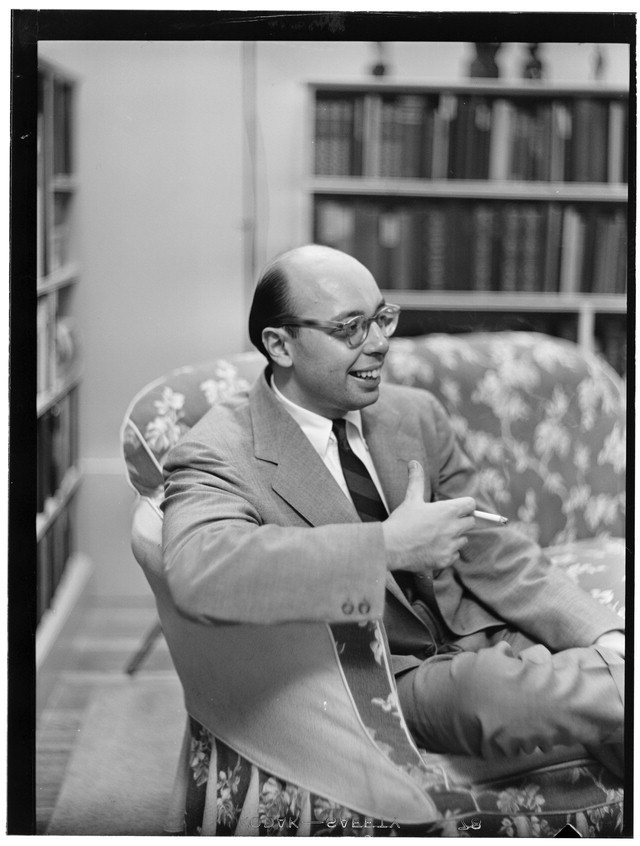
アーメット・アーティガン／12月14日没

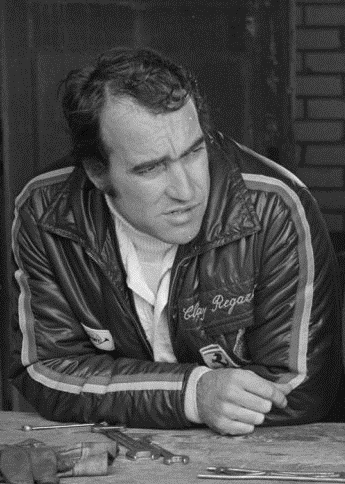
クレイ・レガツォーニ／12月15日没

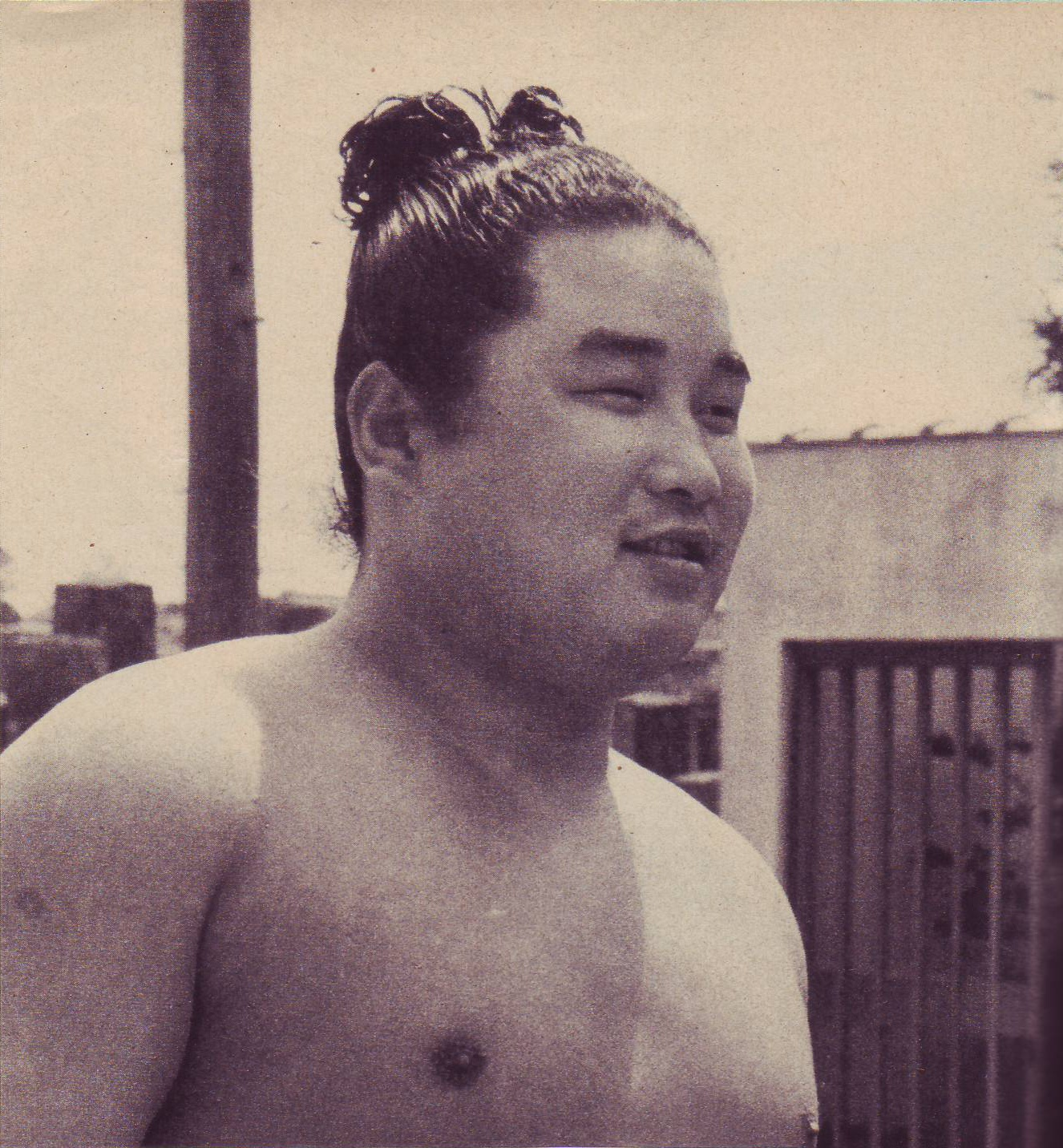
小城ノ花正昭／12月16日没

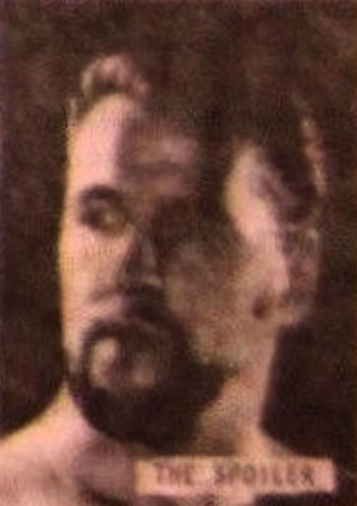
ドン・ジャーディン／12月16日没

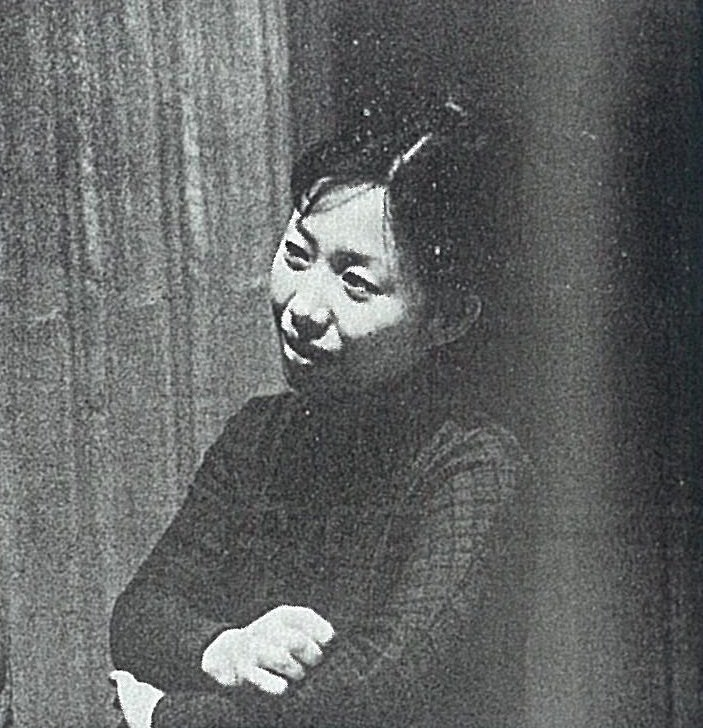
岸田今日子／12月17日没

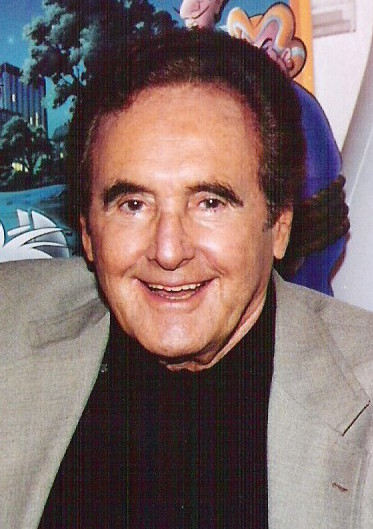
ジョセフ・バーベラ／12月18日没

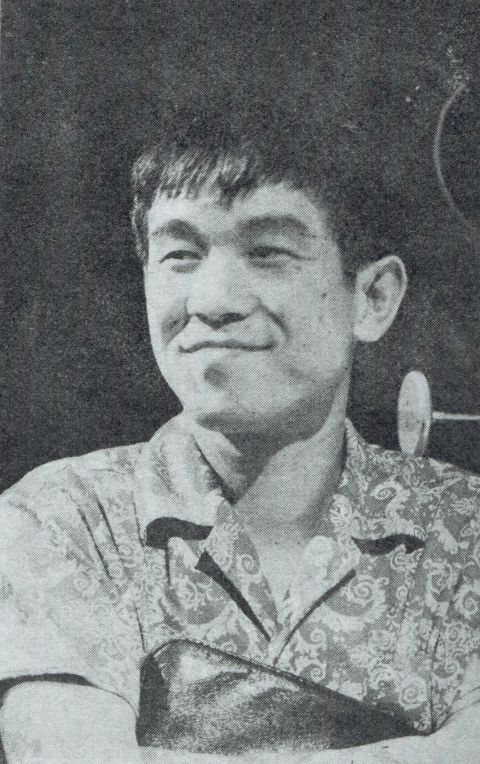
青島幸男／12月20日没

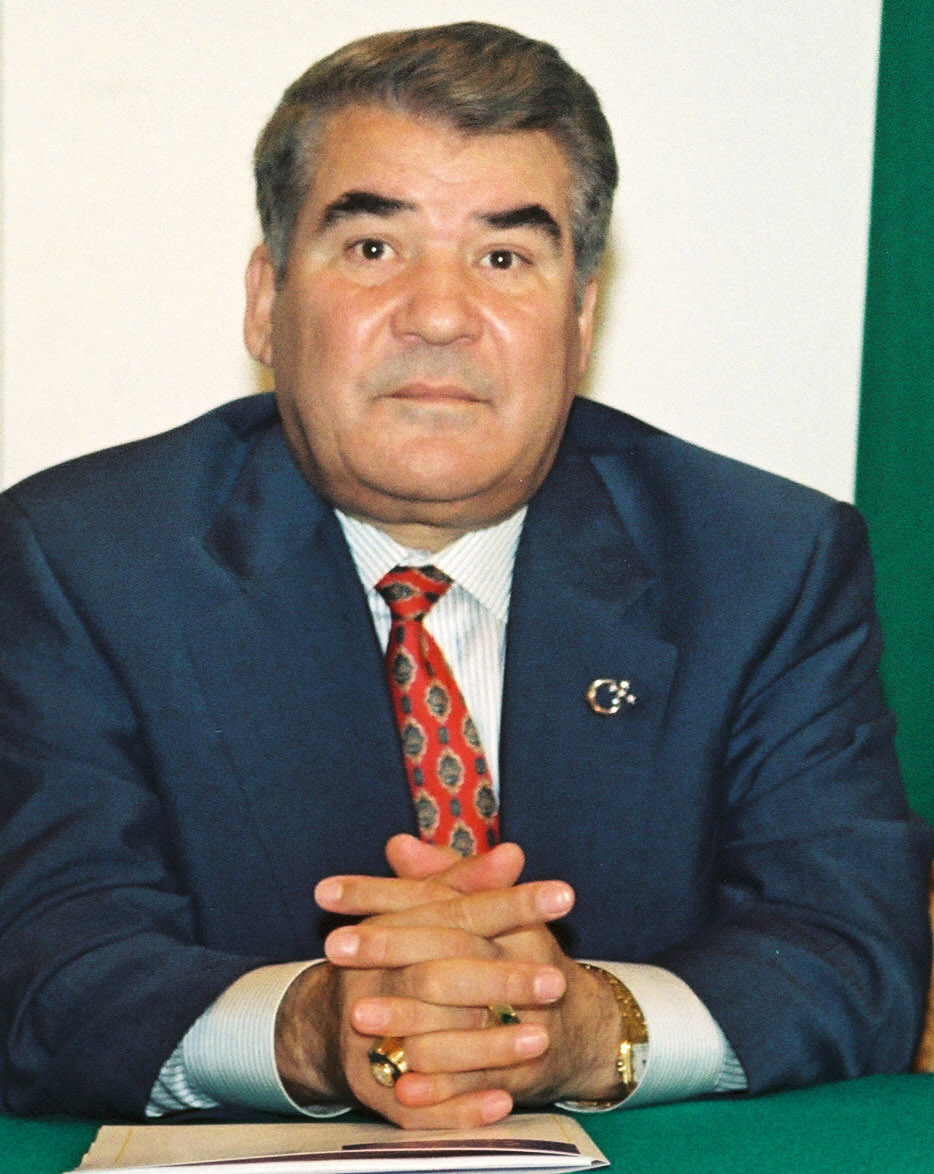
サパルムラト・ニヤゾフ／12月21日没

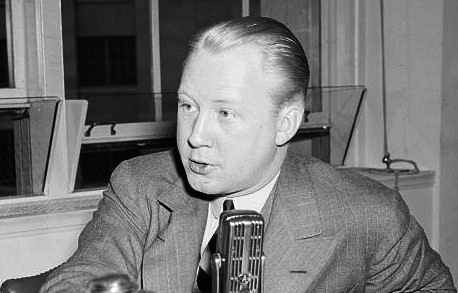
フランク・スタントン／12月24日没

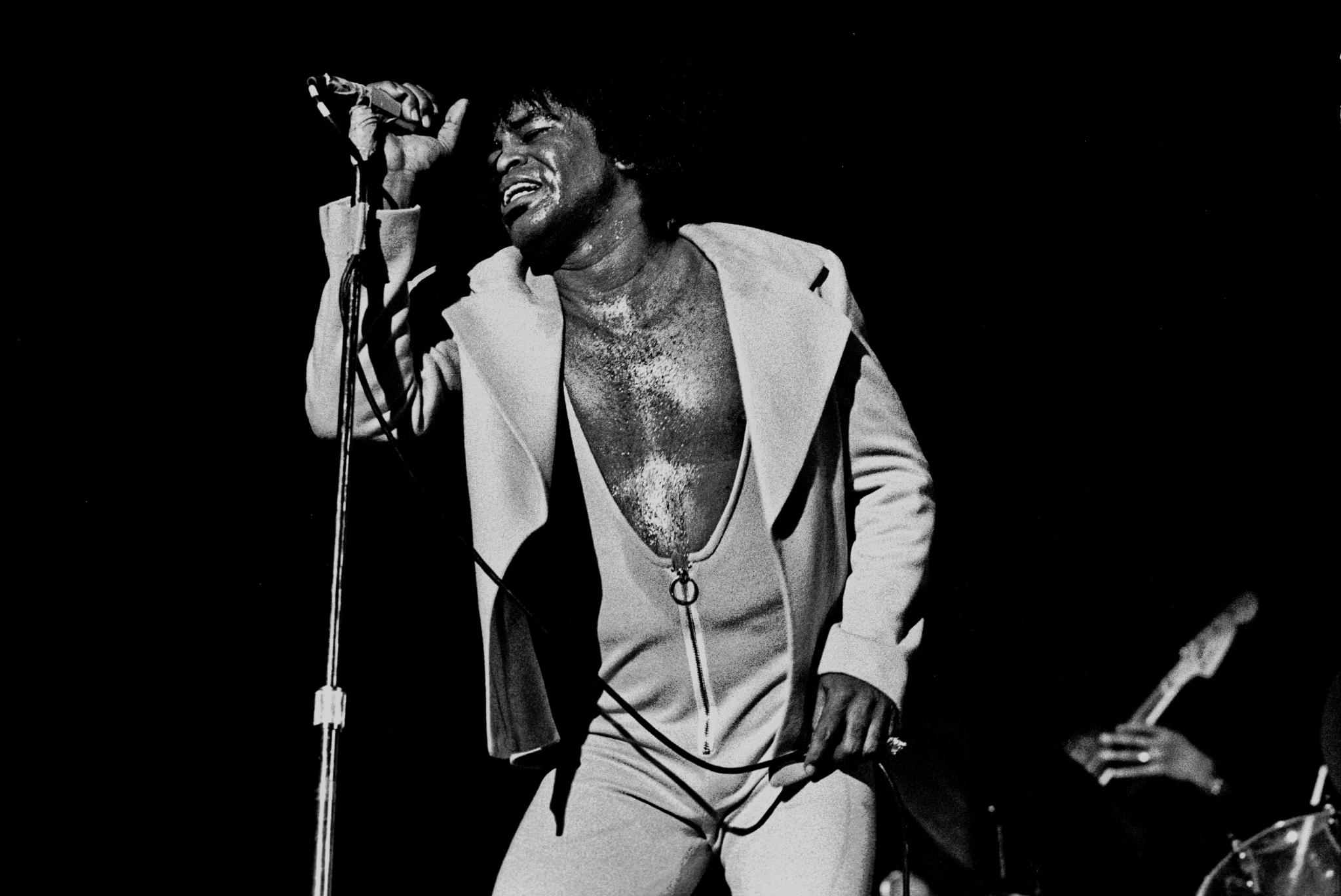
ジェームス・ブラウン／12月25日没

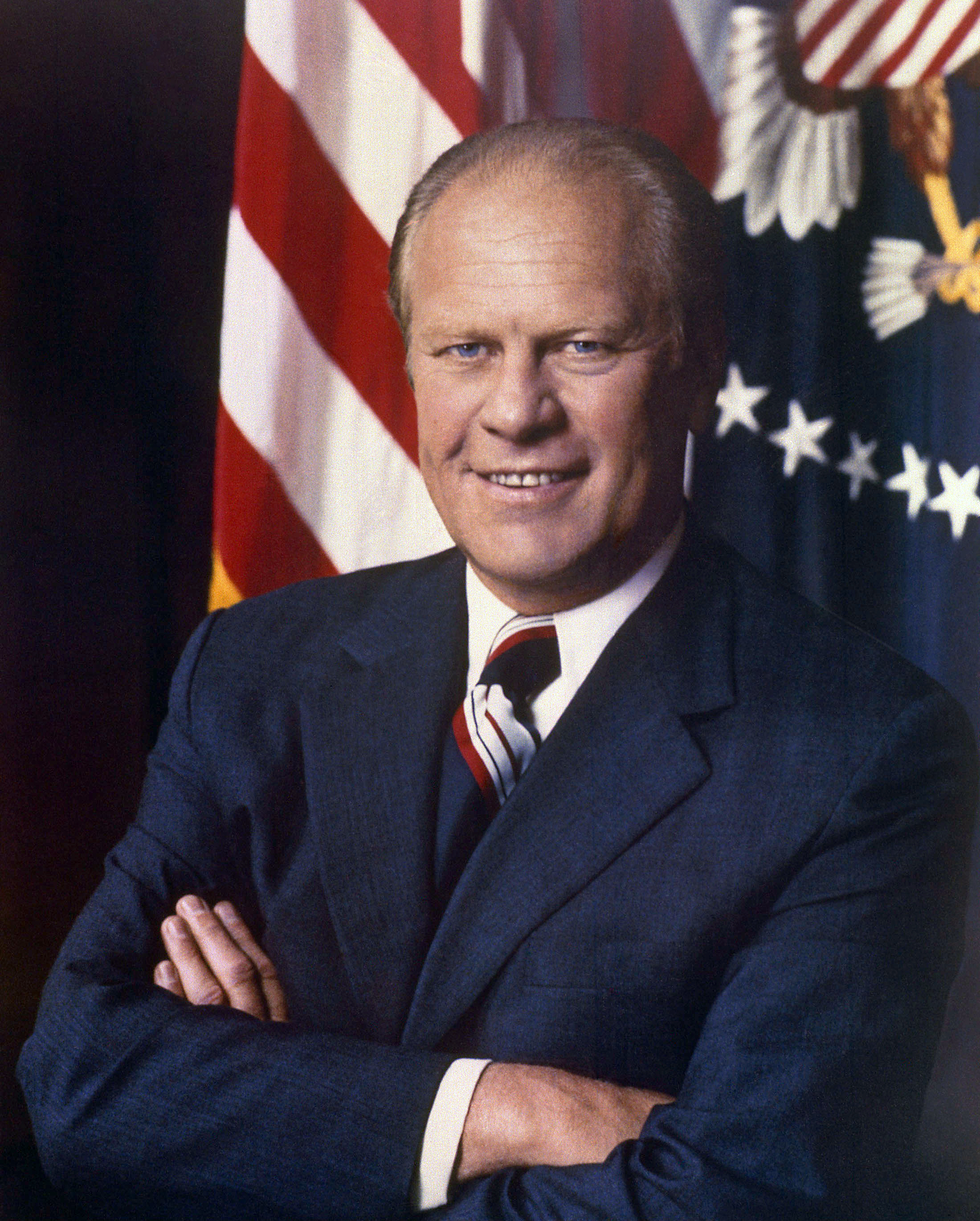
ジェラルド・R・フォード／12月26日没

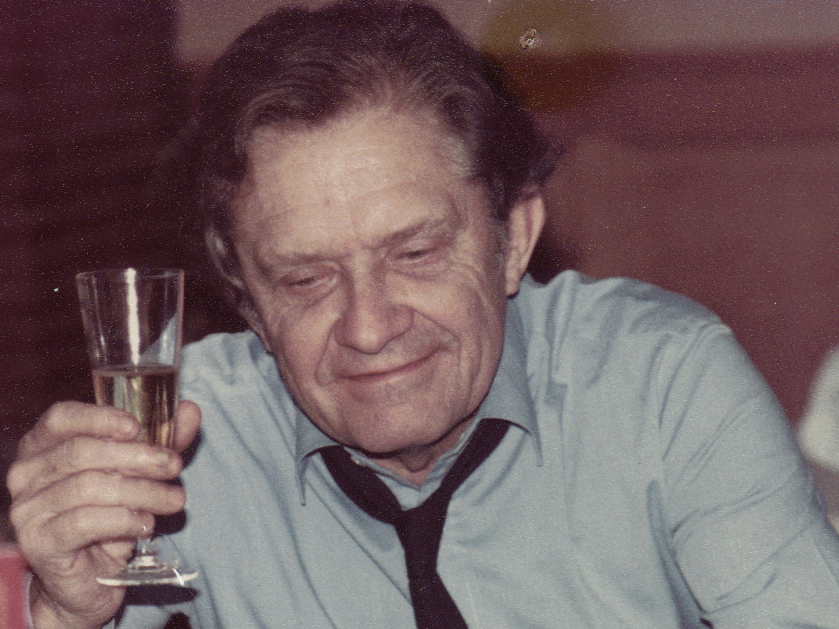
ピエール・ドラノエ／12月27日没

サッダーム・フセイン／12月30日没

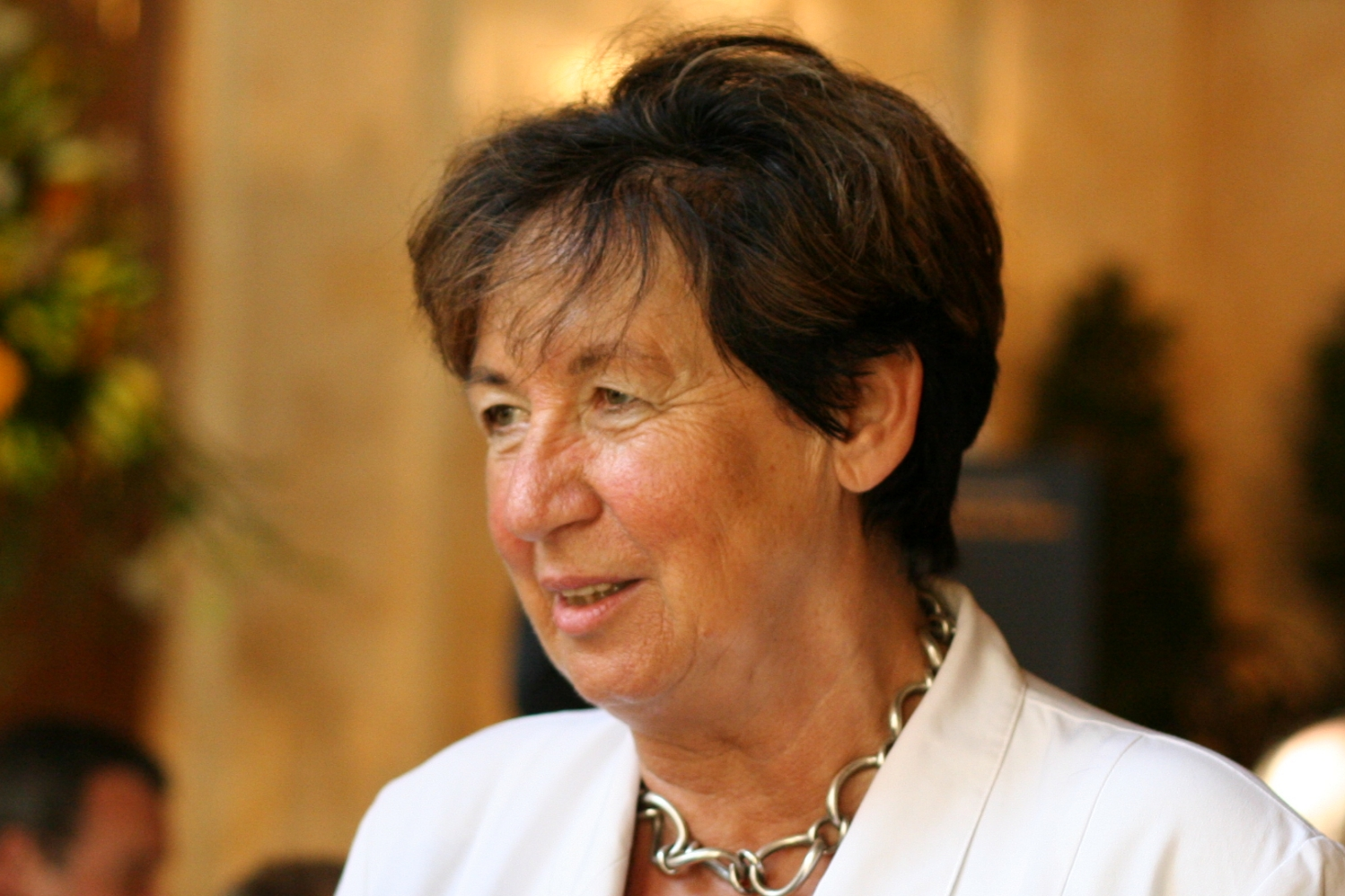
リーゼ・プロコップ／12月31日没

## （1日 - 15日）
- 12月1日 - クロード・ジャド、フランスの女優（* 1948年）
- 12月2日 - マリスカ・ヴェレス、オランダの歌手、ショッキング・ブルーのヴォーカル（* 1947年）
- 12月3日 - ローガン・ホワイトハースト（Logan Whitehurst）、アメリカ合衆国のミュージシャン（* 1977年）
- 12月3日 - 大森健次郎、日本の映画監督（* 1933年）
- 12月4日 - レン・サットン（Len Sutton）、アメリカ合衆国のレーサー（* 1925年）
- 12月5日 - 長野士郎、元岡山県知事（* 1917年）
- 12月5日 - ダヴィト・ブロンシュテイン（David Bronstein）、ロシアのチェスのグランドマスター（* 1924年）
- 12月5日 - 伊藤圭祐、競泳選手(*1943年)
- 12月6日 - 阿部文男、政治家、元自由民主党衆議院議員・北海道開発庁・沖縄開発庁長官（* 1922年）
- 12月7日 - ジェイ・マクシャン、アメリカ合衆国のブルースピアニスト（* 1916年）
- 12月7日 - リュベン・ベロフ、ブルガリアの経済学者・政治家、元首相（* 1925年）
- 12月7日 - ジーン・カークパトリック、アメリカ合衆国の元国連大使（* 1926年）
- 12月7日 - ケビン・ベリー（Kevin Berry）、オーストラリアの水泳選手（* 1945年）
- 12月8日 - マーサ・ティルトン（Martha Tilton）、アメリカ合衆国のジャズ歌手（* 1915年）
- 12月9日 - マーティン・ノデル（Martin Nodell）、アメリカ合衆国の漫画家、グリーンランタン原作者（* 1915年）
- 12月9日 - ジョージア・ギブス（Georgia Gibbs）、アメリカ合衆国の歌手（* 1919年）
- 12月9日 - ラルフ・ゴンバーグ（Ralph Gomberg）、アメリカ合衆国のオーボエ奏者（* 1921年）
- 12月10日 - アウグスト・ピノチェト、チリの軍人・政治家、第30代大統領（* 1915年）
- 12月11日 - エリザベス・ボールデン、アメリカ合衆国の長寿世界一の人物（* 1890年）[1]
- 12月11日 - 坂村真民、詩人（* 1909年）
- 12月12日 - アラン・シュガート、コンピュータ工学者（* 1930年）[2]
- 12月12日 - 郷司裕、アマチュア野球審判（* 1932年）
- 12月12日 - ピーター・ボイル、アメリカ合衆国の俳優、エミー賞受賞者（* 1935年）
- 12月12日 - ケニー・ダヴァーン（Kenny Davern）、アメリカ合衆国のジャズクラリネット奏者（* 1935年）
- 12月13日 - 永山武臣、松竹会長（歌舞伎製作等）、文化功労者（* 1925年）
- 12月14日 - アーメット・アーティガン、アメリカ合衆国の実業家、アトランティック・レコード創始者（* 1923年）
- 12月15日 - 有馬元治、政治家、元自由民主党衆議院議員（* 1920年）
- 12月15日 - クレイ・レガツォーニ、スイスの元F1レーサー（* 1939年）[3]

## （16日 - 31日）
- 12月16日 - プニーナ・ザルツマン、イスラエルのピアニスト（* 1922年）
- 12月16日 - 小城ノ花正昭、元大相撲関脇（* 1935年）
- 12月16日 - ドン・ジャーディン、カナダの元プロレスラー（* 1940年）
- 12月17日 - 永原稔、政治家、元新自由クラブ衆議院議員（* 1921年）
- 12月17日 - 市川青虎、歌舞伎役者（* 1926年）
- 12月17日 - 岸田今日子、女優（* 1930年）
- 12月17日 - ラリー・シェリー（Larry Sherry）、アメリカ合衆国の野球選手、元メジャーリーグ投手（* 1935年）
- 12月17日 - エスコ・ニッカリ（Esko Nikkari）、フィンランドの俳優（* 1938年）
- 12月18日 - ジョセフ・バーベラ、アメリカ合衆国のアニメーター（* 1911年）
- 12月18日 - ダニエル・ピンカム（Daniel Pinkham）、アメリカ合衆国の作曲家（* 1923年）
- 12月18日 - 大野潔、政治家、元公明党衆議院議員（* 1930年）
- 12月20日 - 萩原雪夫、舞踊作家（* 1915年）
- 12月20日 - 松山吉三郎、騎手、調教師（* 1917年）
- 12月20日 - 十返千鶴子、随筆家（* 1921年）[4]
- 12月20日 - 青島幸男、放送作家、元参議院議員、第13代東京都知事（* 1932年）
- 12月20日 - 馬季（马季）、中華人民共和国の漫才師（* 1934年）
- 12月20日 - 青井史、歌人（* 1940年）
- 12月20日 - 新美隆、弁護士、花岡事件弁護団長（* 1947年）
- 12月20日 - 中島忠幸、お笑い芸人、カンニングのメンバー（* 1971年）[5]
- 12月21日 - スコービー・ブリースリー（Scobie Breasley）、オーストラリアの騎手（* 1914年）
- 12月21日 - フィリパ・ピアス、イギリスの児童文学作家（* 1920年）
- 12月21日 - 高坂和彦、フランス文学者（* 1932年）
- 12月21日 - サパルムラト・ニヤゾフ、トルクメニスタンの政治家、初代大統領（* 1940年）
- 12月22日 - 出口榮二、大本総長（* 1919年）
- 12月22日 - 木口衛、ワールド創業者（* 1923年）
- 12月23日 - ダッチ・メイスン（Dutch Mason）、カナダのブルースシンガー （* 1938年）
- 12月24日 - フランク・スタントン、アメリカ合衆国の実業家、CBS元社長（* 1908年）
- 12月24日 - ボー・ミャ、ミャンマーの反政府運動指導者、元カレン民族同盟議長（* 1927年）
- 12月24日 - ケネス・シーヴァートセン、ノルウェーのミュージシャン（* 1961年）
- 12月25日 - ジェームス・ブラウン、アメリカ合衆国のソウルミュージックシンガー（* 1933年）
- 12月26日 - ジェラルド・R・フォード、アメリカ合衆国の政治家、第38代アメリカ合衆国大統領（* 1913年）[6]
- 12月26日 - ジョン・ヒース＝スタッブス（John Heath-Stubbs）、イギリスの詩人・翻訳家（* 1918年）
- 12月26日 - 竹田和彦、元日本化薬社長（* 1927年）
- 12月26日 - イバル・フォルモ（Ivar Formo）、ノルウェーのクロスカントリースキー選手、インスブルックオリンピック金メダリスト（* 1951年）
- 12月27日 - ボリス・グジ、ソビエト連邦の諜報員、元労農赤軍参謀本部情報局次長（* 1902年）
- 12月27日 - ピエール・ドラノエ（Pierre Delanoë）、フランスのシャンソン作詞家（* 1918年）
- 12月27日 - 石井裕士、プロゴルファー（* 1941年）
- 12月28日 - 安部幸明、作曲家、京都市立芸術大学名誉教授（* 1911年）
- 12月29日 - 諸井虔、秩父セメント元会長、日経連元副会長（* 1928年）
- 12月29日 - 小山勉、日本の政治学者、九州大学名誉教授、福岡大学教授（* 1936年）
- 12月30日 - 黒田俊夫、人口学者（* 1909年）
- 12月30日 - サッダーム・フセイン、イラクの政治家、第2代大統領、第3・7代首相（* 1937年）
- 12月31日 - シーモア・M・リプセット、社会学者・政治学者（* 1922年）
- 12月31日 - リーゼ・プロコップ、オーストリアの陸上競技選手・政治家、メキシコシティオリンピック近代五種競技銀メダリスト（* 1941年）
- 12月31日 - 磯部琇三、天文学者、日本スペースガード協会理事長（* 1942年）[7]